# Upp, min tunga, att lovsjunga
Upp, min tunga, att lovsjunga är en mycket gammal psalm i elva verser om Jesu död och uppståndelse från cirka 600 e.Kr. av Venantius Fortunatus (cirka 530–cirka 600). Den fanns på svenska redan 1614 i skriften Andeliga Psalmer och Wijsor i en översättning av Sigfrid Aronus Forsius (1550–1624) och infördes i en bearbetad version av Gustaf Ollon (1646–1704) i 1695 års psalmbok. Den bearbetades och förkortades betydligt av Johan Olof Wallin för 1819 års psalmbok, där den rubricerades som påskpsalm. Den infördes oförändrad också i 1937 års psalmbok och med två smärre ändringar i 1986 års psalmbok då Ollons arbeten med psalmen tagits bort. 
Psalmen inleds 1695 med orden:
Up min tunga at lofsiunga
En berömlig kamp och strijd
I Sverige fick man genom 1697 års koralbok en tjänlig och omtyckt melodi till den över 1000 år äldre texten. Melodin var med några avvikelser samma som den som funnits i Roslagskulla kyrkans (1693) och Riddarholmskyrkans handskrivna koralbok (1694).
Psalmen är, trots sin ålder, en av de mest sjungna psalmerna inom Svenska kyrkan. Psalmen ingår vanligtvis i den uppsättning lovpsalmer som sjungs under påsknattens och påskdagens mässor. Trots flera omarbetningar, den senaste 1986, innehåller psalmen bitvis ett ålderdomligt språk. Det framträder bland annat i användandet av den numera utdöda preteritumformen "dödde".
I 1986 års psalmboksversion inleds psalmen med orden:
Upp min tunga, att lovsjunga
Hjälten som på korsets stam
För oss blödde, led och dödde
Som ett skuldlöst offerlam
|  |
|  |

## Publicerad i
- Riddarholmskyrkans handskrivna koralbok 1694
- 1695 års psalmbok som nr 157 under rubriken "Om Christi pino och dödh"
- 1819 års psalmbok som nr 106 under rubriken "Jesu kärleksfulla uppenbarelse i mänskligheten: Jesu uppståndelse (påskpsalmer)".
- Stockholms söndagsskolförenings sångbok 1882 som nr 93 under rubriken "Psalmer" med verserna 1-4.
- Sionstoner 1889 som nr 463.
- Musik till Frälsningsarméns sångbok 1907 som nr 165.
- Svensk söndagsskolsångbok 1908 som nr 52 under rubriken "Påsksånger"
- Svenska Missionsförbundets sångbok 1920 som nr 137 under rubriken "Jesu uppståndelse"
- Svensk söndagsskolsångbok 1929 som nr 68 under rubriken "Påsksånger"
- Frälsningsarméns sångbok 1929 som nr 520 under rubriken "Långfredag".
- Segertoner 1930 som nr 187 under rubriken "Jesu uppståndelse. Påsksånger".
- Sionstoner 1935 som nr 211 under rubriken "Passionstiden"
- 1937 års psalmbok som nr 106 under rubriken "Påsk".
- Psalmer för bruk vid krigsmakten 1961 som nr 106 verserna 1-4.
- Frälsningsarméns sångbok 1968 som nr 628 under rubriken "Påsk".
- Den svenska psalmboken 1986 som nr 147 under rubriken "Påsk".
- Finlandssvenska psalmboken 1986 som nr 90 under rubriken "Påsk".
- Lova Herren 1988 som nr 182 under rubriken "Påsk".